# کنزینگتون جنوبی
کنزینگتون جنوبی (به انگلیسی: South Kensington) یکی از ناحیه‌ها و مناطق لندن می‌باشد که مساحت آن ۳٫۹ کیلومتر است.
در این منطقه ساختمان‌های مهمی همچون موزه ویکتوریا و آلبرت، موزه تاریخ طبیعی لندن، موزه علوم لندن، رویال آلبرت هال، کالج سلطنتی لندن و کالج سلطنتی موسیقی لندن در آن قرار دارد

## ساکنان سرشناس

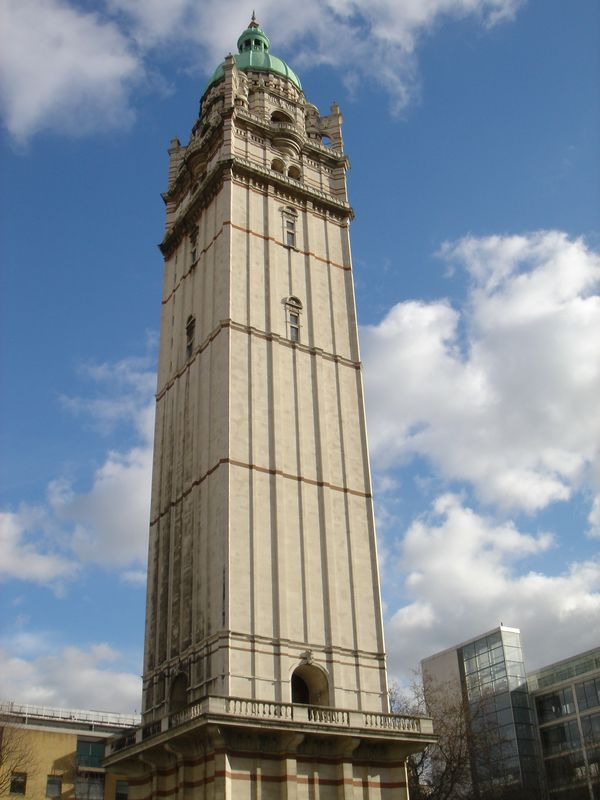
The Queen's Tower, کالج سلطنتی لندن

- جیمز بری (۱۸۶۰–۱۹۳۷) نویسنده، رمان‌نویس و نمایش‌نامه‌نویس
- بیترکس پاتر (۱۸۶۶–۱۹۴۳), نوسنده و هنرمند
- ویرجینیا وولف (۱۸۸۲–۱۹۴۱) نویسنده
- فرانسیس بیکن (۱۹۰۹–۱۹۹۲), نقاش
- بنی هیل (۱۹۲۴–۱۹۹۲), کمدین
- آیزایا برلین (۱۹۰۹–۹۷), فیلسوف لیبرال
- فرانسیس گالتون (۱۸۲۲–۱۹۱۱) دانشمند، انسان‌شناس، جغرافی‌دان، مخترع و هواشناس
- جان مالکوویچ، بازیگر
- داکوتا بلو ریچاردز، بازیگر
- میکا، خواننده
- ادل، خواننده
- دیوید بکام، بازیکن فوتبال
- هنری کاویل، بازیگر

## مکان‌های نزدیک
- چلسی (لندن)
- کنزینگتون